# Raphaël Arnault
Raphaël Arnault, né le 8 janvier 1995 à Lyon, est un militant antifasciste et homme politique français d'extrême gauche.
Il est cofondateur et porte-parole de la Jeune Garde antifasciste jusqu'en mai 2022. En 2024, il est élu député La France insoumise-Nouveau Front populaire dans la première circonscription de Vaucluse.

## Biographie

### Début dans le militantisme
Raphaël Arnault (de son vrai nom Raphaël Archenault) naît le 8 janvier 1995 à Lyon dans le quartier de La Croix-Rousse. Il est issu d'une famille de gauche non militante. Dans sa jeunesse, Raphaël Arnault se forme auprès de l'organisation altermondialiste Association pour la taxation des transactions financières et pour l'action citoyenne (ATTAC). En 2010, alors qu'il est collégien, il accompagne sa mère enseignante dans les manifestations contre la réforme des retraites, où il voit pour la première fois des militants d'extrême droite effectuer des saluts nazis. Trois ans plus tard, il s'identifie à Clément Méric, né un an avant lui, mort à la suite d'une rixe entre un groupe de skinheads et un groupe antifasciste,. Dans les années 2010, il côtoie les jeunesses communistes. À partir de 2014, il étudie à l'université Lumière-Lyon-II et fréquente les librairies anarchistes de la ville.
Il milite au Nouveau Parti anticapitaliste, notamment dans les manifestations contre la loi Travail en 2016. Il se revendique en 2024 marxiste matérialiste.

### Fondateur de la Jeune Garde
En janvier 2018, Raphaël Arnault est cofondateur du groupe d'extrême gauche la Jeune Garde antifasciste à Lyon,,,. Il en devient le porte-parole,. 
L'organisation est aussi connue pour participer à des affrontements contre des groupes violents d'extrême droite et des rixes à Lyon notamment. Raphaël Arnault est cité en tant que témoins de plusieurs rixes, sans qu'il y ait lui-même participé.
En septembre 2021, il est agressé par des membres du groupe d'extrême droite des Zouaves Paris, alors qu'il sort du train à Paris-Gare-de-Lyon,.
En mai 2022, Raphaël Arnault démissionne de son poste de porte-parole de la section lyonnaise de la Jeune Garde pour se présenter aux élections législatives,.
Il exerçait la profession d'assistant d'éducation à Lyon,,.

### Député

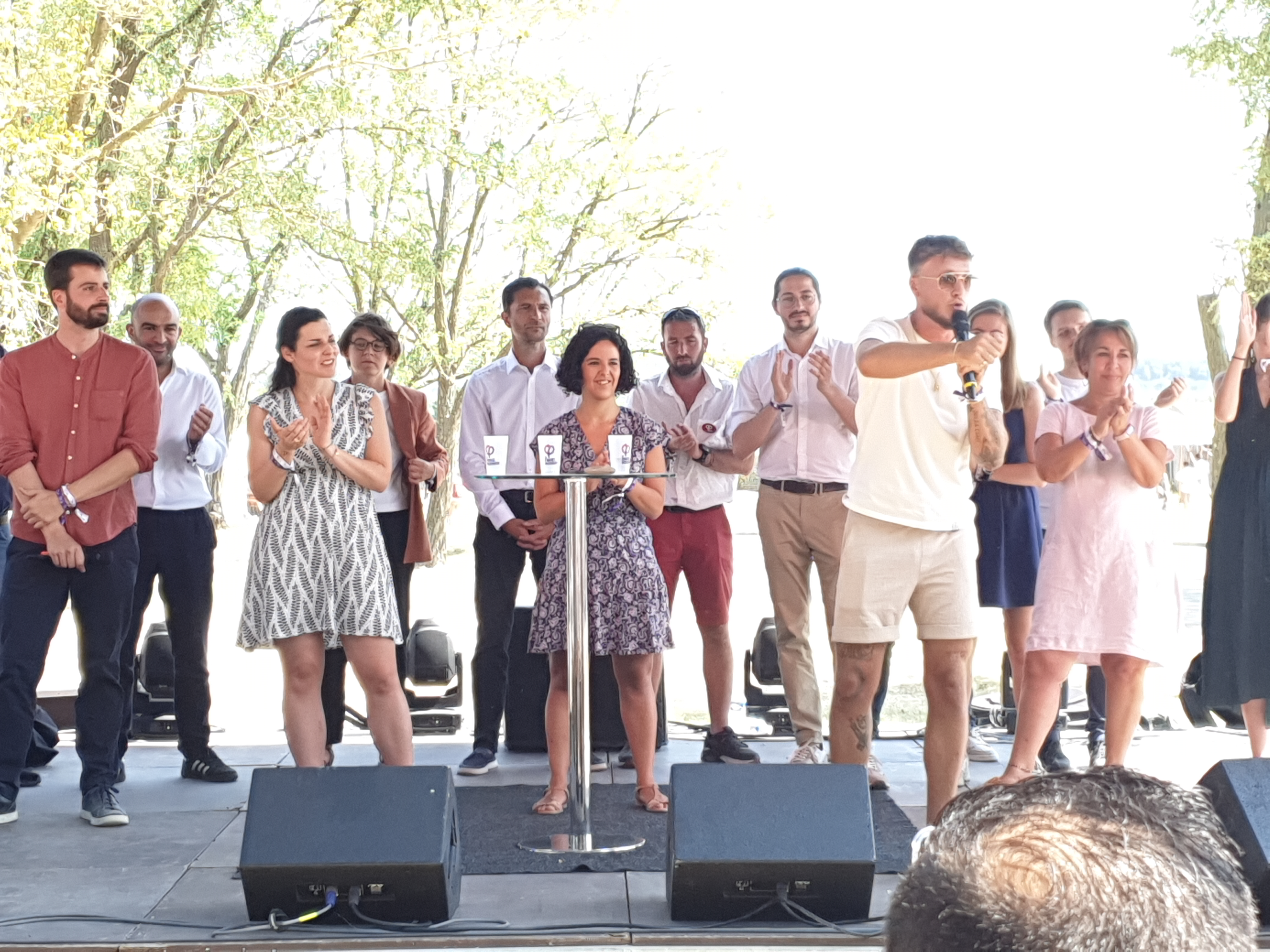
Raphaël Arnault prend la parole lors de la Présentation des nouveaux députés LFI aux AMFIS 2024.

Aux élections législatives de 2022, Raphaël Arnault est candidat dans la 2e circonscription du Rhône. Il bénéficie du soutien du Nouveau Parti anticapitaliste. Il se présente en dissidence de la Nouvelle Union populaire écologique et sociale (NUPES) face à un écologiste transfuge de La République en marche, Hubert Julien-Laferrière. Il se classe 4e du premier tour en recueillant près de 7 % des voix.
Lors des élections législatives anticipées de 2024, il est investi par le Nouveau Front populaire (NFP) dans la première circonscription de Vaucluse à Avignon. Sa candidature fait l'objet d'une controverse, y compris au sein des partis membres du NFP. Le journal La Marseillaise rapporte qu'il est critiqué pour son accointance avec l'ultragauche radicale et violente, ainsi que son parachutage. Après un recours du Parti socialiste, il fait face à la candidature dissidente de Philippe Pascal, soutenue par la maire socialiste d'Avignon Cécile Helle.
Le 7 juillet 2024, il est élu député avec 54,98 % des voix face à la députée sortante du Rassemblement national (RN) Catherine Jaouen. Avec la socialiste Pascale Got, il est l'un des deux seuls candidats de gauche à ravir une circonscription au RN lors de ces élections. Avec 60 % des voix pour la seule ville d'Avignon, il a bénéficié de très nombreux soutiens militants en comparaison avec ses rivaux (« des centaines de jeunes débarquaient de tout le département » selon Philippe Pascal), ainsi que de la mobilisation des quartiers populaires.

## Controverses

### Guerre de Gaza
Le 6 mai 2024, il reçoit une convocation par la police, à la suite d'un communiqué datant du 7 octobre 2023 dans lequel il qualifie le Hamas de mouvement de résistance : « Aujourd'hui, la résistance palestinienne a lancé une offensive sans précédent sur l'État colonial israélien. » Le communiqué est retiré le même jour, selon Raphaël Arnault, « au vu des horreurs qui se sont manifestés » lors de l'attaque. Raphaël Arnault soupçonne l’Organisation juive européenne d’être à l’origine de cette procédure. Il n'est pas poursuivi à la suite de cette audition.

### Présumées fiches S
Le 14 juin 2024, lors de la campagne des élections législatives anticipées de 2024, le magazine L'Incorrect révèle l'existence d'une supposée fiche S concernant Raphaël Arnault. Cette information est ensuite relayée par l'ensemble de la presse française et en particulier par les médias du groupe Bolloré. C'est d'ailleurs Europe 1 qui met à jour cette information précisant l'existence d'une triple fiche S le 18 juin. Selon Le Figaro, L'Incorrect et Midi Libre, Raphaël Arnault serait considéré comme « dangereux » par les services de police et serait fiché S pour sa « proximité avec la mouvance d’ultra-gauche radicale et susceptibilité de se livrer à des actions violentes »,,. Arnault considère que le qualifier de « dangereux et violent est gravissime ».
En juillet 2024, le média d'extrême droite Frontières publie une photo d'une supposée fiche S concernant Raphaël Arnault. Cette information est reprise par la « fachosphère » et relayée par les médias du groupe Bolloré dont Le JDD et Europe 1. 
Il ferait ainsi,, l'objet de trois fiches S surtout pour ses liens avec la Jeune Garde antifasciste, émises par la Direction générale de la Sécurité intérieure (DGSI), le renseignement territorial et la Préfecture de police de Paris, qui sont révélées, selon Blast, par « la fachosphère, relayée par les médias Bolloré » dont Europe 1 avant les législatives, information ensuite reprise par d'autres médias, alors que ce fichage est normalement confidentiel. Selon Blast, « une fuite opportune en période électorale, qui ne peut manifestement venir que de la police ».
Ouest-France précise que ce fichage regroupe des catégories très diverses « sans distinction entre différents degrés de dangerosité, par leurs actes ou leur soutien à des actes, mais aussi les personnes gravitant autour de ces individus » et que « la fiche S ne témoigne donc ni d’une dangerosité accrue ni d’un passage à l’acte immédiat ». Enfin, « la fiche S étant normalement confidentielle, les personnes concernées peuvent ne pas savoir qu’elles sont fichées ». Libération dénonce la diffusion — un acte répréhensible par le Code pénal — de cette « prétendue fiche S », « document qui n'a aucune valeur juridique » et qui ne témoigne en rien de la dangerosité de la personne qui en est l'objet ni d'un passage à l'acte.

## Affaires judiciaires
Le 5 juillet 2024, Raphaël Arnault dispose d'un bulletin no 3 du casier judiciaire vierge. Blast écrit en juin 2024 que Raphaël Arnault est « diabolis[é] sans preuve » avec « une vague de haine et de fake news complaisamment relayée par le paysage audiovisuel ». Le Nouvel Obs note que les médias d'extrême droite le Journal du Dimanche et les autres médias du groupe Bolloré « en ont fait l’un de leurs épouvantails favoris ».

### Condamnation non définitive
Accusé d'avoir participé à une agression dans une rue de Lyon, Raphaël Arnault est condamné en février 2022 à quatre mois de prison avec sursis par le tribunal correctionnel de Lyon pour violences en réunion. Il interjette appel,.

### Accusations
Le 20 juin 2024, à la suite de la candidature de Raphaël Arnault aux élections législatives anticipés de 2024, il est accusé par Alice Cordier, militante d'extrême droite identitaire du collectif Némésis de l'avoir menacée de « lui mettre une balle dans la tête » lors d'une manifestation le 16 octobre 2023. Cette altercation, enregistrée par Mila, fait l'objet d'une plainte huit mois après les faits. Selon Blast, les propos rapportés de Raphaël Arnault sont sortis de leur contexte et déforment l'échange qui s'est déroulé, Raphaël Arnault faisant en réalité référence au fait que la militante d'extrême droite ne serait pas la bienvenue chez les communistes kurdes ayant combattu Daesh : « Cette bouffonne d'Alice Cordier qui repartage [sur les réseaux sociaux] les Kurdes, j'ai un conseil à lui donner : qu'elle vienne là-bas, chez les Kurdes, on va lui mettre une balle dans la tête, c'est tout ce qui va se passer ».

## Synthèse des résultats électoraux

### Élections législatives
| Année | Parti | Parti | Nuance | Circonscription | 1er tour | 1er tour | 1er tour | 2d tour | 2d tour | 2d tour | Issue |
| Année | Parti | Parti | Nuance | Circonscription | Voix     | %        | Rang     | Voix    | %       | Rang    | Issue |
| ----- | ----- | ----- | ------ | --------------- | -------- | -------- | -------- | ------- | ------- | ------- | ----- |
| 2022  |       | NPA   | REG    | 2e du Rhône     | 2 980    | 6,91     | 4e       |         |         |         | Battu |
| 2024  |       | LFI   | UG     | 1re de Vaucluse | 11 155   | 24,76    | 2e       | 22 883  | 54,98   | 1er     | Élu   |